# 渋谷区立中幡小学校
渋谷区立中幡小学校（しぶやくりつ なかはた しょうがっこう）は、東京都渋谷区幡ヶ谷三丁目にある公立小学校。幡ヶ谷三丁目の住宅地に所在する。

## 概要
中幡小学校は京王新線幡ヶ谷駅の北西約0.4キロメートルに位置する。北側・南側・東側が公道に接しており、それぞれ北門・南門・東門がある。北門が正門である。南門は北門よりも間口が広く、児童や地域住民からは南門が正門であると誤解されることも多い。東門は通用口となっており、児童・保護者の登校・来校時には使用されない。西側は住宅地に接する。

### 建て替え計画
渋谷区は2022年（令和4年）、教育目標や長寿命化計画を踏まえ、「未来の学校のコンセプト」と「新しい学校施設整備に当たっての考え方」の概要をまとめ、「渋谷区新しい学校づくり整備方針（2023年3月）、渋谷区立小学校と中学校の建て替えロードマップ」を発表した。
- 工事期間（解体1年、建築2年） - 2030年度（令和12年）〜 2032年度（令和14年）

### 幡ヶ谷駅からの経路
幡ヶ谷駅北口から甲州街道に出て、西に少し行って右折し、道に沿って２度屈曲して「七号通」バス停横で水道道路を横断し、坂を下ると学校の校庭とその奥の鉄筋４階建ての校舎が目に入る。

### 教育方針
教育目標
「礼儀正しく思いやりのある人間」「社会に貢献しようとする人間」「個性と創造力豊な人間」

### 学校行事

#### 放課後クラブ[3]
放課後クラブは、保護者の就労状況にかかわらず、全ての児童を対象とし、学校や地域との連携により、児童一人一人を健やかに育てていくための事業。校庭、体育館、図書館、特別教室など、学校施設を活用して活動する。

#### 校外学習[4]
渋谷区立小中学校の児童・生徒たちが、校外学習を行う宿泊施設があり、学校が使用しない期間は社会教育団体に開放している。利用資格は区内在住、在勤者を主とする社会教育団体。
- 山中高原学園 - 〒401-0501 山梨県南都留郡山中湖村山中263（℡0555-62-0595）
- 冨山高原学園 - 〒299-2216 千葉県南房総市久枝784（℡0470-57-2130）

## 主な施設
敷地北側に4階建ての校舎がある。敷地東側には温水プール併設の体育館があり、校舎と体育館は屋根付きの渡り廊下で繋がっている。敷地西側に畑が設置されており、児童の教育に利用されているほか、休み時間には児童の遊び場として使われることも多い。敷地南側は人工芝の校庭となっており100メートルトラック、ジャングルジム、雲梯、登り棒、鉄棒が整備されている。

### 温水プール
中幡小学校では1997年に、東京23区の区立小中学校では初めて温水プールを導入した。プールの底を上下させることで水深が変えられる(数十センチ～1.5メートル)ようになっており、幼い子供から大人まで幅広い年代に利用しやすくなっている。小学校の授業で使われる日以外は区民に開放されており、南門横のプール入り口から利用できる。
なお、温水プールが完成する以前は屋外のプールが学校内の敷地西側にあり、体育館がその東隣に設置されていた。

### 校舎
鉄筋コンクリート4階建て。以前は木造2階建ての校舎があったが、老朽化のため1971年に解体、1973年に現在の校舎となった。なお、この建て替えに際して付近の住民との日照権問題が発生した。

## 沿革

### 経緯
中幡小学校は、1931年（昭和6年）4月、東京府豊多摩郡代々幡町立中幡尋常小学校として設立された。校名は設立時の所在地名が代々幡町大字幡ヶ谷字中幡ヶ谷だったことによる。
設立時の規模は13学級編成（4学年のみ3学級で他は2学級）で児童数は765名であった。その後児童数が増していって、1941年（昭和16年）には全学年4学級の24学級編成で児童数は1400名を超えた。1945年（昭和20年）の終戦直後は、第二次世界大戦で校舎が全焼し、校区も大部分が焼失したため児童数が激減して200名あまりとなった。その後、戦後の復興とともに児童数は増えて、昭和30年代前半にはまた1400人台に達したが、その後、少子化などの影響で漸減して、最近は300人台まで落ちている。
昭和20年5月25日の空襲で校舎が全焼したとき、一時、幡代国民学校に移転し、終戦後の10月には富士見女子商業学校の校舎を借りて移転、さらに翌年4月には3年生以上が代々木中学校舎に移転して授業を行った。　そして1948年（昭和23年）4月、旧敷地に新校舎が落成し、ようやく全児童が復帰した。
また、校名は1941年（昭和16年）に国民学校令施行により中幡国民学校となったが、戦後の学制改革によって、東京都渋谷区中幡小学校に校名変更した。2000年（平成12年）に地方自治法改正により東京都の冠を取り、渋谷区立中幡小学校と校名変更した。

### 年表
- 1931年（昭和623区の28日 - 東京府豊多摩郡代々幡町立中幡尋常小学校開校。
- 1941年（昭和16年） -　国民学校令施行のため、東京市中幡国民学校に校名変更。
- 1943年（昭和18年） -　東京都制施行により、東京都中幡国民学校となる。
- 1944年（昭和19年）8月 - 静岡県興津・蒲原・富士川に集団疎開。翌1945年4月、残留児童が富山県福野町・井口村に集団疎開。
- 1945年（昭和20年） - 5月25日、空襲により校舎全焼、一時幡代国民学校に移転（残留児72名）。　6月、静岡県への疎開児童が青森県弘前市へ再疎開。　8月、終戦。　10月、富山県、青森県への疎開児童が帰校。
- 1947年（昭和22年） - 文部省令により東京都渋谷区中幡小学校となる。
- 1948年（昭和23年） - 校舎落成し、富士見ヶ丘女子商業、代々木中学の教室を借りての仮校舎から児童復帰。
- 1952年（昭和27年） - 校舎増築し落成。
- 1958年（昭和33年） - 校舎建替え落成。
- 1963年（昭和38年） - 講堂兼体育館新築し落成。
- 1966年（昭和41年） - 鉄筋コンクリート造校舎が落成。
- 1973年（昭和48年） - 鉄筋コンクリート造増築校舎が落成。
- 1989年（平成元年） - 渋谷区研究奨励校（文学的教材読解）の指定。
- 1994年（平成6年） - 渋谷区研究推進校の研究発表（生活科、社会科）。
- 1997年（平成9年） - 体育館温水プールが作成。渋谷区研究奨励校の指定。
- 2000年（平成12年） - 渋谷区立中幡小学校に校名変更。
- 2001年（平成13年） - 渋谷区研究推進校の指定。
- 2003年（平成15年） - 渋谷区研究推進校の研究発表。
- 2006年（平成18年） - 国立教育政策研究所教育課程研究指定校の指定。渋谷区研究推進校の研究発表。
- 2012年（平成24年） - 渋谷区研究指定校（国語科）の指定。
- 2013年（平成25年） - 渋谷区研究指定校の指定[8]。

小学校の児童数と教員数
| 年度     | 児童総数 | 1年生 | 2年生 | 3年生 | 4年生 | 5年生 | 6年生 | 教員数 | 職員数 |
| -------- | -------- | ----- | ----- | ----- | ----- | ----- | ----- | ------ | ------ |
| 平成23年 | 388人    | 48人  | 60人  | 68人  | 67人  | 73人  | 72人  | 19人   | 6人    |
| 平成24年 | 357人    | 38人  | 47人  | 63人  | 69人  | 65人  | 75人  | 18人   | 7人    |
| 平成25年 | 338人    | 57人  | 37人  | 49人  | 61人  | 70人  | 64人  | 20人   | 5人    |
| 平成26年 | 343人    | 66人  | 59人  | 36人  | 51人  | 61人  | 70人  | 19人   | 4人    |
| 平成27年 | 315人    | 44人  | 63人  | 59人  | 37人  | 50人  | 62人  | 18人   | 4人    |
| 平成28年 | 339人    | 83人  | 43人  | 63人  | 61人  | 39人  | 50人  | 21人   | 3人    |
| 平成29年 | 366人    | 75人  | 81人  | 43人  | 66人  | 60人  | 41人  | 25人   | 4人    |
| 平成30年 | 387人    | 58人  | 76人  | 81人  | 45人  | 67人  | 60人  | 26人   | 4人    |
| 令和元年 | 399人    | 67人  | 59人  | 77人  | 82人  | 46人  | 68人  | 24人   | 5人    |
| 令和2年  | 397人    | 67人  | 65人  | 60人  | 76人  | 83人  | 46人  | 26人   | 4人    |
| 令和3年  | 447人    | 92人  | 68人  | 65人  | 61人  | 77人  | 84人  | 29人   | 5人    |
| 令和4年  | 427人    | 66人  | 92人  | 67人  | 65人  | 61人  | 76人  | 27人   | 5人    |
| 令和5年  | 436人    | 82人  | 69人  | 91人  | 66人  | 67人  | 61人  | 28人   | 5人    |

## 区域

### 通学区域
子供が通学する学校は、住所により指定されている、また、2004年（平成16年）から学校選択希望制を導入しており、入学を希望する学校を選べる。学校選択希望制は、現行の通学区域を維持したうえで、通学区域外の学校を希望することが出来る制度で、特色のある学校づくりや地域に開かれた学校づくりを推進し、区民から選ばれる学校づくり等を図る。
住所別通学区域
| 幡ヶ谷二丁目                           | 幡ヶ谷三丁目        | 笹塚三丁目 | 本町五丁目 | 本町六丁目 |
| -------------------------------------- | ------------------- | ---------- | ---------- | ---------- |
| 35番、38番、43番、45番 49番、51 - 56番 | １ - 36番 38 - 81番 | 40 - 55番  | 34 - 47番  | 33 - 43番  |

通学区域では調整区域を設けている、通学の距離等を考慮し保護者の申請により指定校の変更が出来る区域。
調整区域
| 希望校     | 指定校     | 町丁名       | 番   |
| ---------- | ---------- | ------------ | ---- |
| 中幡小学校 | 笹塚小学校 | 幡ヶ谷三丁目 | 37番 |

### 進学先中学校
住所別通学区域
| 代々木中学校                                                                          | 笹塚中学校                                                                                       |
| ------------------------------------------------------------------------------------- | ------------------------------------------------------------------------------------------------ |
| 幡ヶ谷一丁目1 - 9番、13 - 34番 幡ヶ谷二丁目1 - 19番、39 - 42番、44番、46 - 48番、50番 | 笹塚一丁目 - 三丁目全域 幡ヶ谷一丁目10 - 12番 幡ヶ谷二丁目20 - 38番、43番、45番、49番、51 - 56番 |

### 学区内の主な施設

#### 官公施設
- 東京消防庁消防技術安全所（幡ヶ谷一丁目13番）
- 渋谷区立幡ヶ谷社会教育館（幡ヶ谷二丁目49番）
- 幡ヶ谷保健相談所（幡ヶ谷三丁目39番）
- はつらつセンター幡ヶ谷（幡ヶ谷二丁目19番）
- 渋谷区役所笹塚出張所（笹塚三丁目1番）
- 渋谷区立笹塚区民会館（笹塚三丁目1番）

#### 教育施設
- 富士見丘中学校・高等学校（笹塚三丁目19番）
- 渋谷区立笹塚中学校（笹塚三丁目10番）
- 渋谷区立笹塚小学校（笹塚二丁目8番）

#### 医療
- クロス病院（幡ヶ谷二丁目18番）

## 交通

### 鉄道
京王電鉄
-  京王新線
  - 幡ヶ谷駅

### 路線バス

#### 一般路線バス
- 都営バス - 渋66系統幡ヶ谷駅前（渋谷駅前行、阿佐ヶ谷駅前行）
- 京王バス - 渋66系統幡ヶ谷駅（渋谷駅行、阿佐ヶ谷駅行）、渋69系統幡ヶ谷駅（渋谷駅行）、宿45系統、渋63系統七号通り（新宿駅西口、中野駅行）
- 小田急バス

#### コミュニティバス
- ハチ公バス 本町・笹塚循環春の小川ルート - 七号通り停留所（渋谷区役所行）、中幡小学校停留所（笹塚駅行）

## 関係者

### 出身者
- 加藤芳郎（漫画家、タレント、司会者）（第７回生（1943年（昭和13年）卒））
- 杉本苑子（作家、文化勲章受章者）（第７回生（1943年（昭和13年）卒））

## ギャラリー
- 南側道路の南西角から校庭を見る（2015年1月撮影）
- 南側道路の南西側から校庭と校舎を見る（2015年1月撮影）
- 南側道路から南門と体育館を見る（2015年1月撮影）
- 南側道路から南門と校舎を見る（2015年1月撮影）
- 南側道路から南門と校舎を見る（2015年1月撮影）
- 南側道路から体育館と校舎を見る（2015年1月撮影）
- 南側道路から南門と体育館を見る（2015年1月撮影）
- 南側道路から体育館を見る（2015年1月撮影）
- 南側道路の南東角から体育館を見る（2015年1月撮影）
- 南側道路の南東角から体育館と校舎を見る（2015年1月撮影）
- 東側道路の南東角から体育館と校舎を見る（2015年1月撮影）
- 東側道路から通用門と校舎を見る（2015年1月撮影）